# Trixa pubiseta
Trixa pubiseta là một loài ruồi trong họ Tachinidae.